# Gormflaith ingen Flann Sinna
Gormflaith ingen Flann Sinna, född 870, död 948, var en irländsk drottning. 
Hon var dotter till Irlands överkung. Hon var drottning av Munster som gift med kung Cormac mac Cuilennáin av Munster, drottning av Leinster som gift med kung Cerball mac Muirecáin av Leinster, och drottning av Tara (och därmed hela Irland) 915–917 som gift med sin styvbror kung Niall Glúndub av Tara, Irlands storkonung. 
Hon är ökänd i Irlands historia och ska enligt legenden ha mördat kung Cellach Carmain och drottning Aillenn av Leinster tillsammans med sin andre make. 